# 필레먼 라이트 고등학교
필레먼 라이트 고등학교(Philemon Wright High School)는 캐나다 퀘벡주 가티노에 있는 국립 고등학교이다.

## 개교와 연혁
이 학교는 1968년 첫 개교되어 현재에 이르고 있다.